# Lilla Svedjeholmen, Sibbo
Lilla Svedjeholmen är en ö i Finland. Den ligger i Finska viken och i kommunen Sibbo i den ekonomiska regionen  Helsingfors i landskapet Nyland, i den södra delen av landet. Ön ligger omkring 22 kilometer öster om Helsingfors.
Öns area är 3,2 hektar och dess största längd är 250 meter i nord-sydlig riktning. Ön höjer sig omkring 15 meter över havsytan.